# Józef Adamiec
Józef Teodor Adamiec, né le 10 mai 1954 à Fosowskie, est un footballeur polonais. Il a occupé durant sa carrière le poste de défenseur ou de milieu de terrain.

## Biographie

### Des débuts assez tardifs
Après avoir commencé le football à l'Unia Kolonowskie, Józef Adamiec part au Małapanew Ozimek, avant d'être repéré par l'Odra Opole, club de première division. Assez bon, il joue de nombreux matchs, et est réputé pour sa combativité et sa solidité. Le 25 mars 1981, à Bucarest, il joue son premier match international avec la Pologne face à la Roumanie. 

### Départ du néo-international vers le Lech Poznań
En 1981, il est transféré vers le Lech Poznań, alors que son ancienne équipe est reléguée en deuxième division. Titulaire dès son arrivée, il remporte quatre titres majeurs en quatre saisons, et joue une trentaine de rencontres par an. En 1984, il prend même une place importante en sélection, jouant sept matchs en l'espace de quelques mois.

### 1984: la fin d'une carrière prometteuse
Après la quatorzième journée du championnat 1984-1985, Adamiec est écarté du groupe, soupçonné d'avoir accepté de l'argent pour avoir truqué le match contre le ŁKS Łódź. Selon lui, c'est le médecin du club qui l'a obligé à jouer malgré sa blessure, ce qui explique sa mauvaise performance ce jour-là. Le joueur est donc obligé de quitter Poznań, après y avoir joué cent-seize matchs et marqué neuf buts, et rejoint l'Allemagne.
Quelques mois plus tard, le président du Lech vient à sa rencontre à Mönchengladbach, pour tenter de le faire revenir, mais voit le joueur refuser. Adamiec choisit finalement de signer un contrat au VfR Wormatia Worms, club de troisième division allemande, et y termine sa carrière en 1990.

## Palmarès
- Vainqueur de la Coupe de Pologne : 1982, 1984
- Champion de Pologne : 1983, 1984